# قائمة رؤساء الحكومات اليمنية
فيما يلي قائمة برؤساء حكومات اليمن الحديث، منذ تأسيس المملكة المتوكلية اليمنية عام 1918 حتى يومنا هذا.

## المملكة المتوكلية اليمنية
| م                                               | رئيس الوزراء (ولادة–وفاة)              | رئيس الوزراء (ولادة–وفاة)              | مدة المنصب                             | مدة المنصب                             | البيت                                  | الإمام (فتره الحكم)                   |
| م                                               | رئيس الوزراء (ولادة–وفاة)              | رئيس الوزراء (ولادة–وفاة)              | تولى المنصب                            | ترك المنصب                             | البيت                                  | الإمام (فتره الحكم)                   |
| المملكة المتوكلية اليمنية (1918–1962)           | المملكة المتوكلية اليمنية (1918–1962)  | المملكة المتوكلية اليمنية (1918–1962)  | المملكة المتوكلية اليمنية (1918–1962)  | المملكة المتوكلية اليمنية (1918–1962)  | المملكة المتوكلية اليمنية (1918–1962)  | المملكة المتوكلية اليمنية (1918–1962) |
| ----------------------------------------------- | -------------------------------------- | -------------------------------------- | -------------------------------------- | -------------------------------------- | -------------------------------------- | ------------------------------------- |
| شاغر (30 أكتوبر 1918 - 17 فبراير 1948)          | شاغر (30 أكتوبر 1918 - 17 فبراير 1948) | شاغر (30 أكتوبر 1918 - 17 فبراير 1948) | شاغر (30 أكتوبر 1918 - 17 فبراير 1948) | شاغر (30 أكتوبر 1918 - 17 فبراير 1948) | شاغر (30 أكتوبر 1918 - 17 فبراير 1948) | يحيى حميد الدين (1918–1948)           |
| 1                                               |                                        | إبراهيم بن يحيى حميد الدين (1915–1948) | 17 فبراير 1948                         | 18 فبراير 1948                         | آل حميد الدين                          | أحمد بن يحيى (1948–1962)              |
| 2                                               |                                        | علي بن عبد الله الوزير (1900–1980)     | فبراير 1948                            | أبريل 1948                             | الوزير                                 | أحمد بن يحيى (1948–1962)              |
| 3                                               |                                        | حسن بن يحيى (1908–2003)                | أبريل 1948                             | 18 يونيو 1955                          | آل حميد الدين                          | أحمد بن يحيى (1948–1962)              |
| شاغر (18 يونيو 1955 - 28 سبتمبر 1962)           |                                        |                                        |                                        |                                        |                                        | أحمد بن يحيى (1948–1962)              |
| المملكة المتوكلية اليمنية في المنفى (1962-1970) |                                        |                                        |                                        |                                        |                                        |                                       |
| 4                                               |                                        | احمد السياري (و. 1924)                 | 5 أكتوبر 1962                          | 17 أكتوبر 1962                         | السياري                                | محمد البدر (1962–1970)                |
| 5                                               |                                        | حسن بن يحيى (1908–2003)                | أكتوبر 1962                            | 11 أبريل 1967                          | آل حميد الدين                          | محمد البدر (1962–1970)                |
| 6                                               |                                        | عبد الرحمن بن يحيى (و. 1937)           | أبريل 1967                             | 15 يناير 1969                          | آل حميد الدين                          | محمد البدر (1962–1970)                |
| 7                                               |                                        | حسن بن يحيى (1908–2003)                | 15 يناير 1969                          | 1 ديسمبر 1970                          | آل حميد الدين                          | محمد البدر (1962–1970)                |

## الجمهورية العربية اليمنية
| م                                     | رئيس الوزراء (ولادة–وفاة)             | رئيس الوزراء (ولادة–وفاة)             | مدة المنصب                            | مدة المنصب                            | مدة المنصب                            | الحزب السياسي                         | الرئيس (الفترة)                       |
| م                                     | رئيس الوزراء (ولادة–وفاة)             | رئيس الوزراء (ولادة–وفاة)             | تولى المنصب                           | ترك المنصب                            | الفترة                                | الحزب السياسي                         | الرئيس (الفترة)                       |
| الجمهورية العربية اليمنية (1962–1990) | الجمهورية العربية اليمنية (1962–1990) | الجمهورية العربية اليمنية (1962–1990) | الجمهورية العربية اليمنية (1962–1990) | الجمهورية العربية اليمنية (1962–1990) | الجمهورية العربية اليمنية (1962–1990) | الجمهورية العربية اليمنية (1962–1990) | الجمهورية العربية اليمنية (1962–1990) |
| ------------------------------------- | ------------------------------------- | ------------------------------------- | ------------------------------------- | ------------------------------------- | ------------------------------------- | ------------------------------------- | ------------------------------------- |
| 1                                     |                                       | عبد الله السلال (1917–1994)           | 28 سبتمبر 1962                        | 26 أبريل 1963                         | 210 أيام                              | الجيش                                 | عبد الله السلال (1962–1967)           |
| 2                                     |                                       | عبد اللطيف ضيف الله (1930–2019)       | 26 أبريل 1963                         | 5 أكتوبر 1963                         | 162 أيام                              | الجيش                                 | عبد الله السلال (1962–1967)           |
| 3                                     |                                       | عبد الرحمن الإرياني (1910–1998)       | 5 أكتوبر 1963                         | 10 فبراير 1964                        | 128 أيام                              | مستقل                                 | عبد الله السلال (1962–1967)           |
| 4                                     |                                       | حسن العمري (1920–1989)                | 10 فبراير 1964                        | 29 أبريل 1964                         | 79 أيام                               | الجيش                                 | عبد الله السلال (1962–1967)           |
| 5                                     |                                       | حمود الجائفي (1918–1985)              | 29 أبريل 1964                         | 6 يناير 1965                          | 252 أيام                              | مستقل                                 | عبد الله السلال (1962–1967)           |
| 6                                     |                                       | حسن العمري (1920–1989)                | 6 يناير 1965                          | 20 أبريل 1965                         | 104 أيام                              | الجيش                                 | عبد الله السلال (1962–1967)           |
| 7                                     |                                       | أحمد محمد نعمان (1909–1996)           | 20 أبريل 1965                         | 6 يوليو 1965                          | 77 أيام                               | مستقل                                 | عبد الله السلال (1962–1967)           |
| 8                                     |                                       | عبد الله السلال (1917–1994)           | 6 يوليو 1965                          | 21 يوليو 1965                         | 15 أيام                               | الجيش                                 | عبد الله السلال (1962–1967)           |
| 9                                     |                                       | حسن العمري (1920–1989)                | 21 يوليو 1965                         | 18 سبتمبر 1966                        | 1 سنة و59 أيام                        | الجيش                                 | عبد الله السلال (1962–1967)           |
| 10                                    |                                       | عبد الله السلال (1917–1994)           | 18 سبتمبر 1966                        | 5 نوفمبر 1967 (عزل)                   | 1 سنة و48 أيام                        | الجيش                                 | عبد الله السلال (1962–1967)           |
| 11                                    |                                       | محسن أحمد العيني (1932–2021)          | 5 نوفمبر 1967                         | 21 ديسمبر 1967                        | 46 أيام                               | مستقل                                 | عبد الرحمن الإرياني (1967–1974)       |
| 12                                    |                                       | حسن العمري (1920–1989)                | 21 ديسمبر 1967                        | 9 يوليو 1969                          | 1 سنة و200 أيام                       | الجيش                                 | عبد الرحمن الإرياني (1967–1974)       |
| 13                                    |                                       | عبد السلام صبره (1912–2012)           | 9 يوليو 1969                          | 29 يوليو 1969                         | 20 أيام                               | مستقل                                 | عبد الرحمن الإرياني (1967–1974)       |
| 14                                    |                                       | محسن أحمد العيني (1932–2021)          | 29 يوليو 1969                         | 2 سبتمبر 1969                         | 35 أيام                               | مستقل                                 | عبد الرحمن الإرياني (1967–1974)       |
| 15                                    |                                       | عبد الله الكرشمي (1932–2007)          | 2 سبتمبر 1969                         | 5 فبراير 1970                         | 156 أيام                              | مستقل                                 | عبد الرحمن الإرياني (1967–1974)       |
| 16                                    |                                       | محسن أحمد العيني (1932–2021)          | 5 فبراير 1970                         | 26 فبراير 1971                        | 1 سنة و21 أيام                        | مستقل                                 | عبد الرحمن الإرياني (1967–1974)       |
| 17                                    |                                       | عبد السلام صبره (1912–2012)           | 26 فبراير 1971                        | 3 ماية 1971                           | 66 أيام                               | مستقل                                 | عبد الرحمن الإرياني (1967–1974)       |
| 18                                    |                                       | أحمد محمد نعمان (1909–1996)           | 3 مايو 1971                           | 24 أغسطس 1971                         | 113 أيام                              | مستقل                                 | عبد الرحمن الإرياني (1967–1974)       |
| 19                                    |                                       | حسن العمري (1920–1989)                | 24 أغسطس 1971                         | 5 سبتمبر 1971                         | 12 أيام                               | الجيش                                 | عبد الرحمن الإرياني (1967–1974)       |
| 20                                    |                                       | عبد السلام صبره (1912–2012)           | 5 سبتمبر 1971                         | 18 سبتمبر 1971                        | 13 أيام                               | مستقل                                 | عبد الرحمن الإرياني (1967–1974)       |
| 21                                    |                                       | محسن أحمد العيني (1932–2021)          | 18 سبتمبر 1971                        | 30 ديسمبر 1972                        | 1 سنة و103 أيام                       | مستقل                                 | عبد الرحمن الإرياني (1967–1974)       |
| 22                                    |                                       | عبد الله الحجري (1911–1977)           | 30 ديسمبر 1972                        | 10 فبراير 1974                        | 1 سنة و42 أيام                        | مستقل                                 | عبد الرحمن الإرياني (1967–1974)       |
| 23                                    |                                       | حسن محمد مكي (1933–2016)              | 10 فبراير 1974                        | 22 يونيو 1974                         | 132 أيام                              | مستقل                                 | عبد الرحمن الإرياني (1967–1974)       |
| 24                                    |                                       | محسن أحمد العيني (1932–2021)          | 22 يونيو 1974                         | 16 يناير 1975                         | 208 أيام                              | مستقل                                 | إبراهيم الحمدي (1974–1977)            |
| 25                                    |                                       | عبد اللطيف ضيف الله (1930–2019)       | 16 يناير 1975                         | 25 يناير 1975                         | 9 أيام                                | الجيش                                 | إبراهيم الحمدي (1974–1977)            |
| 26                                    |                                       | عبد العزيز عبد الغني (1939–2011)      | 25 يناير 1975                         | 15 أكتوبر 1980                        | 5 سنوات و264 أيام                     | مستقل                                 | إبراهيم الحمدي (1974–1977)            |
| (26)                                  | أحمد الغشمي (1977–1978)               | عبد العزيز عبد الغني (1939–2011)      | 25 يناير 1975                         | 15 أكتوبر 1980                        | 5 سنوات و264 أيام                     | مستقل                                 |                                       |
| (26)                                  | عبد الكريم العرشي (1978)              | عبد العزيز عبد الغني (1939–2011)      | 25 يناير 1975                         | 15 أكتوبر 1980                        | 5 سنوات و264 أيام                     | مستقل                                 |                                       |
| (26)                                  | علي عبد الله صالح (1978–1990)         | عبد العزيز عبد الغني (1939–2011)      | 25 يناير 1975                         | 15 أكتوبر 1980                        | 5 سنوات و264 أيام                     | مستقل                                 |                                       |
| 27                                    | علي عبد الله صالح (1978–1990)         |                                       | عبد الكريم الإرياني (1934–2015)       | 15 أكتوبر 1980                        | 13 نوفمبر 1983                        | 3 سنوات و29 أيام                      | مستقل (حتى 24 أغسطس 1982)             |
| (27)                                  | علي عبد الله صالح (1978–1990)         | المؤتمر الشعبي العام                  | عبد الكريم الإرياني (1934–2015)       | 15 أكتوبر 1980                        | 13 نوفمبر 1983                        | 3 سنوات و29 أيام                      |                                       |
| 28                                    | علي عبد الله صالح (1978–1990)         |                                       | عبد العزيز عبد الغني (1939–2011)      | 13 نوفمبر 1983                        | 22 مايو 1990                          | 6 سنوات و190 أيام                     | المؤتمر الشعبي العام                  |

## جمهورية اليمن الديمقراطية الشعبية
| م                                             | رئيس الوزراء (ولادة–وفاة)              | رئيس الوزراء (ولادة–وفاة)              | مدة المنصب                             | مدة المنصب                             | مدة المنصب                             | الحزب السياسي                               | الرئيس (الفترة)                        |
| م                                             | رئيس الوزراء (ولادة–وفاة)              | رئيس الوزراء (ولادة–وفاة)              | تولى المنصب                            | ترك المنصب                             | الفترة                                 | الحزب السياسي                               | الرئيس (الفترة)                        |
| جمهورية جنوب اليمن الشعبية (1967–1969)        | جمهورية جنوب اليمن الشعبية (1967–1969) | جمهورية جنوب اليمن الشعبية (1967–1969) | جمهورية جنوب اليمن الشعبية (1967–1969) | جمهورية جنوب اليمن الشعبية (1967–1969) | جمهورية جنوب اليمن الشعبية (1967–1969) | جمهورية جنوب اليمن الشعبية (1967–1969)      | جمهورية جنوب اليمن الشعبية (1967–1969) |
| --------------------------------------------- | -------------------------------------- | -------------------------------------- | -------------------------------------- | -------------------------------------- | -------------------------------------- | ------------------------------------------- | -------------------------------------- |
| 1                                             |                                        | فيصل الشعبي (1935–1971)                | 6 أبريل 1969                           | 22 يونيو 1969 (عزل)                    | 77 أيام                                | الجبهة القومية للتحرير                      | قحطان محمد الشعبي (1967–1969)          |
| جمهورية اليمن الديمقراطية الشعبية (1969–1990) |                                        |                                        |                                        |                                        |                                        |                                             |                                        |
| 2                                             |                                        | محمد علي هيثم (1940–1993)              | 23 يونيو 1969                          | 2 أغسطس 1971                           | 2 سنوات و40 أيام                       | الجبهة القومية للتحرير                      | سليم ربيع علي (1969–1978)              |
| 3                                             |                                        | علي ناصر محمد (و. 1939)                | 2 أغسطس 1971                           | 14 فبراير 1985                         | 13 سنوات و196 أيام                     | الجبهة القومية للتحرير (حتى 21 ديسمبر 1978) | سليم ربيع علي (1969–1978)              |
| (3)                                           | علي ناصر محمد (1978)                   | علي ناصر محمد (و. 1939)                | 2 أغسطس 1971                           | 14 فبراير 1985                         | 13 سنوات و196 أيام                     | الجبهة القومية للتحرير (حتى 21 ديسمبر 1978) |                                        |
| (3)                                           | الحزب الاشتراكي اليمني                 | علي ناصر محمد (و. 1939)                | 2 أغسطس 1971                           | 14 فبراير 1985                         | 13 سنوات و196 أيام                     | عبد الفتاح اسماعيل (1978–1980)              |                                        |
| (3)                                           | الحزب الاشتراكي اليمني                 | علي ناصر محمد (و. 1939)                | 2 أغسطس 1971                           | 14 فبراير 1985                         | 13 سنوات و196 أيام                     | علي ناصر محمد (1980–1986)                   |                                        |
| 4                                             |                                        | حيدر أبو بكر العطاس (و. 1939)          | 14 فبراير 1985                         | 8 فبراير 1986                          | 359 أيام                               | علي ناصر محمد (1980–1986)                   | الحزب الاشتراكي اليمني                 |
| 5                                             |                                        | ياسين سعيد نعمان (و. 1948)             | 8 فبراير 1986                          | 22 مايو 1990                           | 4 سنوات و103 أيام                      | الحزب الاشتراكي اليمني                      | حيدر أبو بكر العطاس (1986–1990)        |

## الجمهورية اليمنية (بعدإعادة التوحيد، 1990 حتى الآن)
| م                                 | رئيس الوزراء (ولادة–وفاة)         | رئيس الوزراء (ولادة–وفاة)         | مدة المنصب                        | مدة المنصب                        | مدة المنصب                        | الحزب السياسي                     | الرئيس (الفترة)                   |
| م                                 | رئيس الوزراء (ولادة–وفاة)         | رئيس الوزراء (ولادة–وفاة)         | تولى المنصب                       | ترك المنصب                        | الفترة                            | الحزب السياسي                     | الرئيس (الفترة)                   |
| الجمهورية اليمنية (1990–حتى الآن) | الجمهورية اليمنية (1990–حتى الآن) | الجمهورية اليمنية (1990–حتى الآن) | الجمهورية اليمنية (1990–حتى الآن) | الجمهورية اليمنية (1990–حتى الآن) | الجمهورية اليمنية (1990–حتى الآن) | الجمهورية اليمنية (1990–حتى الآن) | الجمهورية اليمنية (1990–حتى الآن) |
| --------------------------------- | --------------------------------- | --------------------------------- | --------------------------------- | --------------------------------- | --------------------------------- | --------------------------------- | --------------------------------- |
| 1                                 |                                   | حيدر أبو بكر العطاس (و. 1939)     | 22 مايو 1990                      | 9 مايو 1994 (عزل)                 | 3 سنوات و352 أيام                 | الحزب الاشتراكي اليمني            | علي عبد الله صالح (1990–2012)     |
| 2                                 |                                   | محمد سعيد العطار (1927–2005)      | 9 مايو 1994                       | 6 أكتوبر 1994                     | 150 أيام                          | مستقل                             | علي عبد الله صالح (1990–2012)     |
| 3                                 |                                   | عبد العزيز عبد الغني (1939–2011)  | 6 أكتوبر 1994                     | 14 مايو 1997                      | 2 سنوات و220 أيام                 | المؤتمر الشعبي العام              | علي عبد الله صالح (1990–2012)     |
| 4                                 |                                   | فرج سعيد بن غانم (1937–2007)      | 14 مايو 1997                      | 29 أبريل 1998                     | 350 أيام                          | مستقل                             | علي عبد الله صالح (1990–2012)     |
| 5                                 |                                   | عبد الكريم الإرياني (1934–2015)   | 29 أبريل 1998                     | 31 مارس 2001                      | 2 سنوات و336 أيام                 | المؤتمر الشعبي العام              | علي عبد الله صالح (1990–2012)     |
| 6                                 |                                   | عبد القادر باجمال (1946–2020)     | 31 مارس 2001                      | 7 أبريل 2007                      | 6 سنوات و7 أيام                   | المؤتمر الشعبي العام              | علي عبد الله صالح (1990–2012)     |
| 7                                 |                                   | علي محمد مجور (و. 1953)           | 7 أبريل 2007                      | 10 ديسمبر 2011 (استقال)           | 4 سنوات و247 أيام                 | المؤتمر الشعبي العام              | علي عبد الله صالح (1990–2012)     |
| 8                                 |                                   | محمد سالم باسندوة (و. 1935)       | 10 ديسمبر 2011                    | 24 سبتمبر 2014 (استقال)           | 2 سنوات و288 أيام                 | مستقل                             | عبد ربه منصور هادي (2012–2022)    |
| 9                                 |                                   | خالد محفوظ بحاح (و. 1965)         | 9 نوفمبر 2014                     | 3 أبريل 2016                      | 1 سنة و146 أيام                   | مستقل                             | عبد ربه منصور هادي (2012–2022)    |
| 10                                |                                   | أحمد عبيد بن دغر (و. 1952)        | 4 أبريل 2016                      | 15 أكتوبر 2018                    | 2 سنوات و195 أيام                 | المؤتمر الشعبي العام              | عبد ربه منصور هادي (2012–2022)    |
| 11                                |                                   | معين عبد الملك سعيد (و. 1976)     | 18 أكتوبر 2018                    | 5 فبراير 2024                     | 6 سنوات و157 أيام                 | مستقل                             | عبد ربه منصور هادي (2012–2022)    |
| (11)                              |                                   | معين عبد الملك سعيد (و. 1976)     | 18 أكتوبر 2018                    | 5 فبراير 2024                     | 6 سنوات و157 أيام                 | مستقل                             | عبد ربه منصور هادي (2012–2022)    |
| رشاد محمد العليمي (منذ 2022)      |                                   | معين عبد الملك سعيد (و. 1976)     | 18 أكتوبر 2018                    | 5 فبراير 2024                     | 6 سنوات و157 أيام                 | مستقل                             |                                   |
| 12                                |                                   | أحمد عوض بن مبارك (و. 1968)       | 5 فبراير 2024                     | شاغل المنصب                       | 1 سنة و47 أيام                    | مستقل                             |                                   |

## روابط خارجية
- قائمة رؤساء الدول والحكومات اليمنية
- دول العالم - اليمن